# Espostoopsis dybowskii
Espostoopsis és un gènere que pertany a la família de les cactàcies, l'única espècie de la qual és: Espostoopsis dybowskii. És nativa del nord de Bahia, Brasil on es troba a la Caatinga amb hàbits rupícoles sobre afloraments rocosos.

## Característiques
Cactus de port columnar, assoleix els 4 m d'altura amb un diàmetre de fins a 10 cm. Té de 20 a 28 costelles amb 2 o 3 espines centrals de color marró i nombroses radials. El cos pot estar cobert per lanosidad de color groguenc. Es ramifica des de la base. Les flors són nocturnes, blanques, mesuren uns 6 cm i sorgeixen d'un cefali llanós lateral.

## Taxonomia
Espostoopsis dybowskii va ser descrita per (Rol.-Goss.) Buxb. i publicat a Kakteen (H.Krainz) 38-39, Gen. CVa 1968.
Etimologia
Espostoopsis nom genèric que deriva del grec (opsis que significa "semblant"), referint-se a la seva semblança amb el gènere Espostoa, amb el qual sovint es confon.
dybowskii: epítet atorgat en honor del botànic i agrònom Jean Dybowski (1856–1928).
Sinonímia
- Gerocephalus dybowskii (Rol.-Goss.) F.Ritter
- Cereus dybowskii basónimo
- Cephalocereus dybowskii
- Austrocephalocereus dybowskii
- Coleocephalocereus dybowskii'[4]